# Lopezia violacea
Lopezia violacea är en dunörtsväxtart som beskrevs av Joseph Nelson Rose. Lopezia violacea ingår i släktet enmansblommor, och familjen dunörtsväxter. Inga underarter finns listade i Catalogue of Life.